# Rudolph Otto van Holthe tot Echten (1854-1940)
Jhr. Rudolph Otto van Holthe tot Echten (Assen, 7 maart 1854 - Den Haag, 19 januari 1940) was een Nederlandse jurist.

## Leven en werk
Van Holthe tot Echten was een zoon van de president van het gerechtshof te Assen Pieter Adam van Holthe tot Echten en Petronella Maria Nicolette de Court. Hij studeerde rechten en promoveerde in 1878 aan de universiteit van Leiden. Na zijn afstuderen vestigde hij zich als advocaat te Assen. In 1885 werd hij benoemd tot substituut-griffier bij de Rechtbank Assen. In 1892 werd hij benoemd tot rechter bij de rechtbank te Rotterdam en in 1897 werd hij in dezelfde functie benoemd bij de rechtbank van Den Haag. Daarna volgde in 1906 zijn benoeming tot raadsheer bij het Gerechtshof Den Haag. In 1922 werd hij vicepresident van het gerechtshof aldaar.
Van Holthe tot Echten trouwde op 22 augustus 1899 te Rheden met Cornelia Johanna Kuijper van Harpen, dochter van de makelaar in effecten Arent Kuijper van Harpen en Petronella Voûte. Hij hertrouwde als weduwnaar op 9 juni 1928 te 's-Gravenhage met Henriette Christina van Oort, dochter van Eduard Carel Octavus van Oort en Henrietta Christina Soeterik. Hij was Ridder in de Orde van de Nederlandse Leeuw. Hij overleed in januari 1940 op 85-jarige leeftijd te 's-Gravenhage.

## Reïncarnatie en spiritisme
Van Holthe tot Echten was geïnteresseerd in paranormale verschijnselen. Hij werkte mee aan het tijdschrift "Het toekomstig leven" en publiceerde over reïncarnatie en spiritisme. In 1921 verscheen van zijn hand Reïncarnatie: historische, ethische, wijsgeerige en wetenschappelijke beschouwing. Voor zijn overlijden was hij bezig met het schrijven van een boek over de geschiedenis van het spiritisme.

## Afschaffing artsenmonopolie
Van Holthe tot Echten diende in 1913 samen met de oud-minister van Binnenlandse Zaken Samuel van Houten en de hoogleraar strafrecht mr. J.A. van Hamel een verzoekschrift in bij de Tweede Kamer om de bestaande wetgeving op de uitoefening der geneeskunst te liberaliseren. Zij waren sterk gekant tegen het artsenmonopolie in de geneeskunst en wilden ook anderen de bevoegdheid geven om de geneeskunst uit te oefenen. Deze kwestie liep hoog op, waarbij voor- en tegenstanders elkaar verketterden. Van Holthe van Echten werd onder meer getypeerd als een "fanatieke spiritist" en een "priester in den tempel van duisternis en mysterie". Ondanks het instellen van een tweetal staatscommissies, die nader adviseerden over de medische en juridische kanten van de zaak, kwam het uiteindelijk niet tot een wetswijziging. Pas bij de invoering van de Wet op de Beroepen in de Individuele Gezondheiszorg (BIG) in 1993 kwam het tot een verdere liberalisering van de uitoefening van de gezondheidszorg. Van Holthe tot Echten was toen al meer dan een halve eeuw daarvoor overleden.